# فاتح المدرس
فاتح المدرس (1922-1999) فنان تشكيلي سوري وأحد قادة الحركة الفنية الحديثة في سورية. درس المدرس في أكاديمية الفنون في روما، حيث كان يتأثر السريالية. عاد إلى سورية بعد أن أكمل دراسته حيث نشأ، فشحذ مهاراته تحت رعاية صديقه ومعلمه وهبي الحريري.

## السيرة الذاتية
ولد في حلب -سورية، ودرس ذاتيًا التقنيات الواقعية قبل أن يصبح مهتمًا بالسريالية. ويعد أستاذ الرسم السريالي السوري.

## دراسته

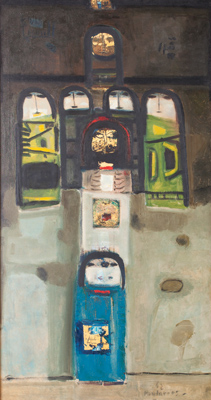
عمل فني بعنوان "أيقونات مودارّس" للفنان فاتح المدرّس (سوريا)، عام 1962.

### أكاديمية الفنون في روما
بعد حصوله على شهادة الثانوية العامة من مدرسة «معهد حلب العلمي» في حلب، درس فاتح المدرس في أكاديمية الفنون في روما (Accademia di Belle Arti di Roma)، من سنة 1954 إلى 1960، وطوّر أسلوبه المميز في الرسم الذي يدمج حركتين.

### المدرسة الوطنية العليا للفنون الجميلة
درس المدرس في مدرسة الفنون الجميلة في باريس لمدة ثلاث سنوات في بداية السبعينات، وشحذ مهاراته الفنية والتركيبية قبل أن يعود إلى سوريا للتدريس في جامعة دمشق، وهي فرصة سمحت له بالتواصل مع غيره من الفنانين السوريين الشباب. أثناء هذا الوقت تتلمذ على يد الفنان السوري وهبي الحريري، وهو آخر من «الكلاسيكيين»، وتحولوا إلى أصدقاء.

## مجموعاته
مع أن فاتح المدرس كان فنانًا غزير الإنتاج، يوجد ثلاث مجموعات خاصة رئيسية له:
- عائلة الحريري: أكبر مجموعة خاصة من أعمال فاتح المدرس يحتفظ بها مخلص الحريري، نجل الفنان السوري وهبي الحريري.[4][5][6]
- مجموعة رودولف وماريا فيتشر: الدكتور رودولف فيتشر، وهو دبلوماسي ورجل دولة ألماني، وهو صديق لفاتح المدرس أيضًا، واشترى عدة قطع. ويمكن القول أنها المجموعة الثانية الرئيسية لأعمال الفنان قبل أن تباع بالمزاد على مهل مؤخرًا في صالة كريستي.
- مجموعة والتر شيل: شيل، وزير الشؤون الخارجية الألماني السابق، والرئيس اللاحق، سمع بأعمال المدرس من دكتور فيتشر، وتحول إلى جامع متعطش، وحصل على عدة قطع وحافظ على مجموعة صغيرة ولكنها بأحجام كبيرة.[7]

## إرثه
منذ وفاته، ارتفعت أسعار أعماله، وفي نيسان 2013م سجل ارتفاع آخر لأسعار أعماله، وبقي الارتفاع مضطردًا، فقد بيعت إحدى لوحاته بـ 315,750.00 دولار، وهو أكبر من المبالغ $ 150,000- 200,000 $ التي قدرتها دور كريستي. وقد كان متوسط أسعار أعماله في سنة 2007 بين $ 10000 و20000 $. وفي 30 تشرين الأول 2008، في مزاد للفن الحديث في فندق أبراج الإمارات جميرا في دبي، قدرت إحدى لوحاته بعنوان عشتار، التي يرجع تاريخها إلى سنة 1983م، بمبلغ 120,000- 160,000 $ لكن سعرها وصل إلى 176500 $. وفي المزاد ذاته، سجل رقمًا قياسيًا جديدًا، للوحة «زفاف في جبال القلمون»، بمبلغ $ 289,000.00.
عائلته:
زوجته الأولى هي من شمال سورية أنجبت له ابنه الفنان التشكيلي فادي المدرس المقيم في الولايات المتحدة الأميركية.
تزوج ثانية من السيدة شكران الإمام، التي أنجبت له طفلين: هما شادي المدرس توفي في حادث أليم، وابنته الرسامة: رانيا المدرس الشهيرة في أوروبا باسم سيلفا وهي رسامة تشكيلية صاعدة أقامت العشرات من المعارض في أوروبا والشرق الأوسط.

## روابط خارجية
- A gallery's page on Moudarres's work
- Moudarres on Artnet
- Portal to images, exhibition dates, and reviews
- A news article on Moudarres
- A very small and basic online gallery of his work
- Moudarres on Christie's Auction House
- http://www.fen-art.com/index.php?view=art&parent=22